# Fortan
Fortan – miejscowość i gmina we Francji, w Regionie Centralnym, w departamencie Loir-et-Cher.
Według danych na rok 1990 gminę zamieszkiwało 155 osób, a gęstość zaludnienia wynosiła 26 osób/km² (wśród 1842 gmin Centre, Fortan plasuje się na 982. miejscu pod względem liczby ludności, natomiast pod względem powierzchni na miejscu 1328.).